# 杜承式
杜承式（1574年—？），字言卿，號象玄，山東济南府濱州人。明朝政治人物。

## 生平
万历二十八年（1600年）庚子科順天乡试舉人，萬曆二十九年（1601年）聯登辛丑科进士，初仕主秋曹（刑部）事，恤刑河南，案必矜慎，恕而不疏，請活疑犯许天明等二十九人。轻擬减释者甚众，一时狱无冤民。歴升刑部郎中，三十六年出守常州府，有治声。四十一年晋山西副使、备兵口北道，謹险隘，法严令行，兵民胥帖。四十四年九月加山西按察使銜，舉最绩，万历四十七年（1619年）三月，超升甘肃巡抚，天启三年（1623年）以忤時論罷，卒于家。

## 家族
曾祖杜森。祖父杜綸。父杜赞，庠生。